# Рогинский, Сергей Васильевич
Серге́й Васи́льевич Роги́нский (17 [30] марта 1901, Федино, Тульская губерния — 12 декабря 1960, Москва, Московская область) — советский военачальник, генерал-лейтенант (1943).

## Биография
Родился 30 марта [12 апреля] 1901 года в Федино Алексинского уезда Тульской губернии (ныне Заокского района Тульской области). 
В Гражданскую войну в феврале 1920 года был призван в ряды Красной армии и определен красноармейцем в 7-й запасной стрелковый полк Московского военного округа. Затем был переведен в 65-й стрелковый полк 8-й стрелковой дивизии, в составе которой участвовал в советско-польской войне в боях на Западном фронте. С июня 1920 года находился на лечении в госпитале, затем в августе 1920 года был направлен на учёбу на 4-е Казанские военно-инженерные курсы комстсава РККА. После их окончания в августе 1921 года направлен на Туркестанский фронт, где назначен командиром взвода 5-го инженерного батальона. С марта 1922 года на том же фронте был командиром полуэскадрона в 8-й кавалерийской бригаде, затем с октября командовал взводом в 13-м сапёрном батальоне. В составе этих частей участвовал в боях с басмачами.
После войны с мая 1923 года проходил службу в 14-й стрелковой дивизии Московского военного округа командиром учебного взвода и помощником командира отдельной сапёрной роты. В 1927 году вступил в ВКП(б). С августа 1928 по май 1929 года был заведующим сапёрным обучением во 2-м стрелковом полку Московской Пролетарской стрелковой дивизии, затем вернулся в 14-ю стрелковую дивизию на должность командира отдельной сапёрной роты.
С января 1931 по май 1934 года проходил обучение в Военно-инженерной академии РККА имени В.В. Куйбышева, затем был назначен командиром отдельного батальона 4-й отдельной механизированной бригады Белорусского военного округа. С ноября 1937 по август 1939 года учился в Академии Генерального штаба РККА. После ее окончания С.В. Рогинский был назначен начальником 1-го отделения 9-го отдела, с февраля 1940 года - начальником 1-го отделения отдела укреплённых районов Генерального штаба РККА.
С началом Великой Отечественной войны в июне 1941 года был назначен помощником начальника Оперативного управления штаба Северо-Западного фронта. 13 июля он принял командование 111-й стрелковой дивизией, входившей в состав 41-го стрелкового корпуса 11-й армии этого же фронта. Дивизия под его командованием с тяжёлыми боями отходила от Пскова к предполью Лужской оборонительной полосы, где остановила продвижение противника. В течение июля-августа в составе 41-го стрелкового корпуса Лужской оперативной группы Северного фронта дивизия занимала оборону юго-западнее г. Луга. Все попытки противника прорвать оборону дивизии успеха не имели. В сентябре дивизия находилась в окружении. В начале октября, уничтожив материальную часть, она вышла из окружения и до середины ноября находился в резерве на доукомплектовании. Затем дивизия вошла в состав 52-й армии Волховского фронта и участвовала в Тихвинской оборонительной и наступательной операциях. В январе 1942 года она входила в состав 2-й ударной, а с февраля - 59-й армий и участвовала в Любанской наступательной операции. За успешное выполнение заданий командования, мужество и героизм личного состава, организованность и дисциплину 111-я стрелковая дивизия была преобразована в 24-ю гвардейскую стрелковую дивизию. 
22 апреля 1942 года полковник С.В. Рогинский был назначен командиром 6-го гвардейского стрелкового корпуса 8-й армии Группы войск волховского направления Ленинградского фронта, который вел бои на любанском направлении. 13 мая 1942 года ему присвоено звание генерал-майор. 5 июня генерал-майор С.В. Рогинский сдал командование корпусом и был назначен заместителем командующего 59-й армией Волховского фронта, которая обороняла плацдарм на р. Волхов в районе Мясной Бор, а также рубеж по правому берегу этой реки до Новгорода северо-восточнее побережью оз. Ильмень. С конца августа исполнял должность заместителя командующего 8-й армией. Соединения армии вели непрерывные бои с противником с целью прорыва блокады Ленинграда. С 13 сентября по 20 октября 1942 года С.В. Рогинский командовал 4-м гвардейским стрелковым корпусом, который в составе 2-й ударной армии Волховского фронта участвовал в битве за Ленинград, в Синявинской наступательной операции 1942 года. В декабре 1942 года был назначен заместителем командующего войскам 2-й ударной армии Волховского фронта. В январе 1943 года ее войска участвовали в прорыве блокады Ленинграда (операция "Искра"). При поддержке фронтовой авиации, артиллерии и авиации Краснознамённого Балтийского флота соединения 2-й ударной армии Волховского фронта нанесли удар навстречу войскам 67-й армии Ленинградского фронта. 18 января войска фронтов соединились в районах Рабочих поселков № 5 и № 1, тем самым блокада Ленинграда была прорвана.
С 11 марта 1943 года — командующий 54-й армии Волховского фронта. Войска армии с успехом участвовали в ликвидации Киришского выступа в системе обороны врага.25 сентября 1943 года присвоено звание генерал-лейтенант. В январе-феврале 1944 года соединения 54-й армии в составе Волховского, с 15 февраля - Ленинградского фронтов принимала участие в Ленинградско-Новгородской наступательной операции, действуя на любанском направлении. В феврале войска армии наступатели на островском направлении и в течение 10-дневных упорных боёв в условиях лесисто-болотистой местности продвинулись на 100-120 км, освободили десятки населенных пунктов. В конце апреля армия была передана 3-му Прибалтийскому фронту, в составе которого принимала участие в Псковско-Островской, Тартуской и Рижской наступательных операциях. С февраля 1945 года — командующий 67-й армией Ленинградского фронта, войска которой до конца войны выполняли задачу по охране и обороне побережья Рижского залива.
1 мая 1945 года вступил в командование 95-м стрелковым корпусом. В составе 1-й гвардейской армии 4-го Украинского фронта участвовал с ним в Моравско-Остравской и Пражской наступательных операциях, в ходе которых был освобожден г. Скочув (Польша). За образцовое выполнение заданий командования в боях при овладении г. Оломоуц корпус был награжден орденом Красного Знамени (04.06.1945).
После окончания войны генерал-лейтенант С.В. Рогинский продолжил командовать корпусом. 3 июля 1945 года корпус был расформирован, а С.В. Рогинский назначен начальником штаба 52-й армии Львовского военного округа, с июня 1946 года — начальник штаба 13-й армии Прикарпатского военного округа. С декабря 1946 по июль 1950 года — начальник штаба и 1-й заместитель командующего войсками Ленинградского военного округа. После окончания в июле 1951 года Высших академических курсов при Высшей военной академии имени К.Е. Ворошилова был назначен начальником штаба и первым заместителем начальника инженерных войск Советской Армии.
Вышел в отставку в 1954 году.
Умер 12 октября 1960 года в Москве. Похоронен на Новодевичьем кладбище (8-й участок).

## Награды
- орден Ленина (30 апреля 1945[4])
- три ордена Красного Знамени (1 апреля 1943, 3 ноября 1944[4], 15 ноября 1950[4])
- орден Кутузова 1-й степени (21 февраля 1944)
- орден Богдана Хмельницкого 1-й степени (29 июня 1945)
- медали.